# Omar Caiam

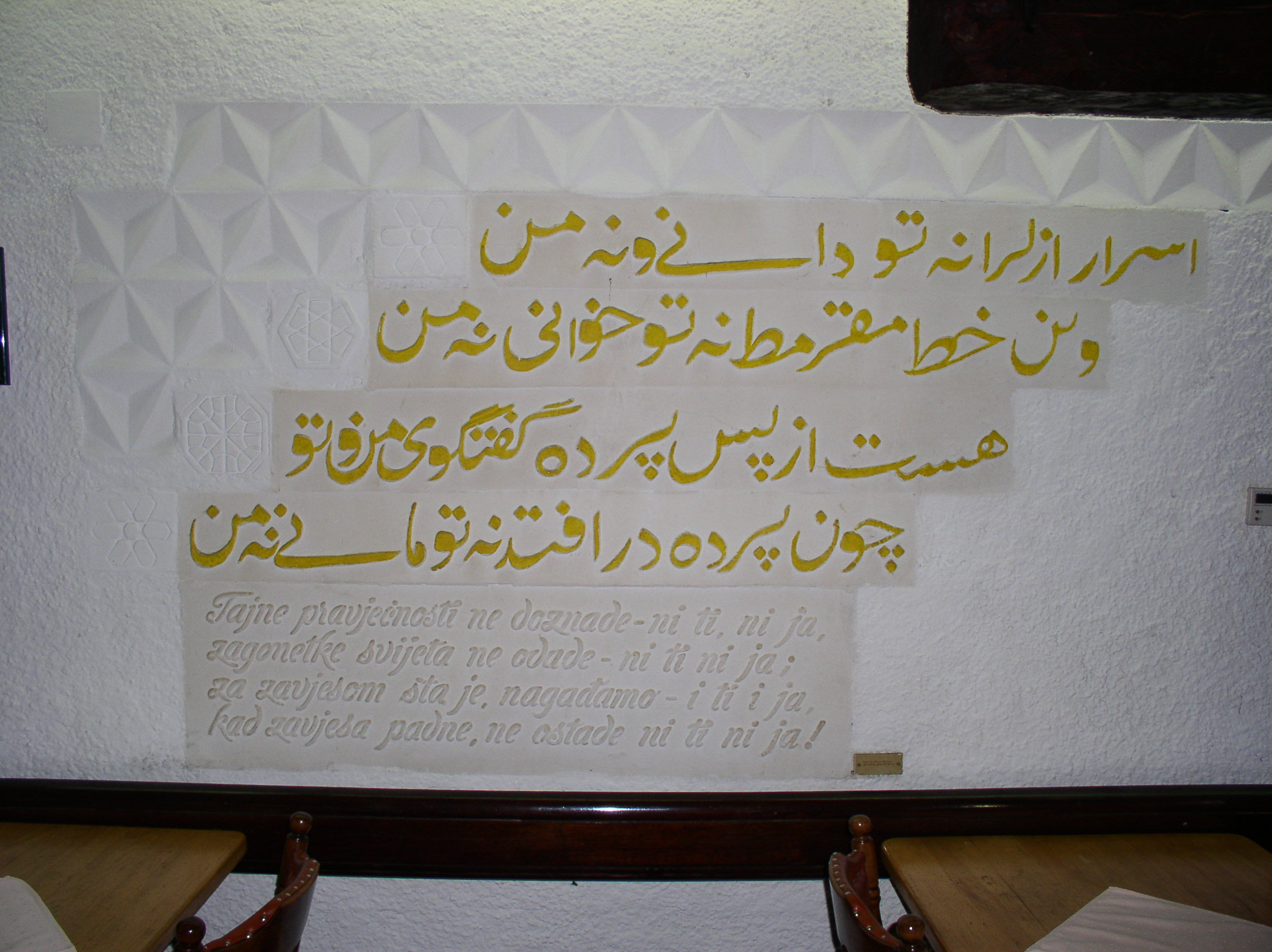
Citações de Omar Caiam na Morića Han, Sarajevo

Guiatadim Abu Fate Omar ibne Ibraim Caiam de Nixapur (em persa: غیاث الدین ابو الفتح عمر بن ابراهیم خیام نیشاپوری; romaniz.: Ghiyath al-Din Abu'l-Fath Umar ibn Ibrahim Al-Nishapuri al-Khayyami; Nixapur, Pérsia, 18 de maio de 1048 — 4 de dezembro de 1131), melhor conhecido como Omar Caiam, foi poeta, matemático e astrônomo persa dos séculos XI e XII.

## Carreira
As numerosas transformações políticas e etnológicas no mundo islâmico trouxeram altos e baixos para o desenvolvimento da astronomia e da matemática. Alguns centros desapareceram enquanto outros floresceram por algum tempo. Por volta do ano 1000. surgiram novos governantes no norte da Pérsia. Aqui viveu Omar Caiam.
Conhecido no ocidente como poeta e autor do Rubaiyat, (em português, “quadras" ou "quartetos”), que ficariam famosos a partir da tradução de Edward FitzGerald, em 1839. Muitas coisas se contam sobre Omar Caiam, porém de poucas podemos ter certeza. Sabemos que nasceu em meados do século XI em Nixapur, capital da província Persa do Coração, onde passou a maior parte de sua vida. Omar Caiam faleceu em 1131.
Nixapur suportou guerras e terremotos, e em 1221 foi saqueada pelos mongóis. O túmulo de Omar Caiam superou todas as calamidades e está conservado até hoje. No século XVII foi edificada a mesquita do sacerdote Maomé Maruque. Apoiados nela construíram três arcos, abaixo do arco central se encontra a tumba de Omar Caiam.
A filosofia de Omar Caiam era bastante diferente dos dogmas islâmicos oficiais. Concordou com a existência de Deus mas se opôs à noção de que cada acontecimento e fenômeno particular era o resultado de intervenção divina. Em vez disso ele apoiou a visão que leis da natureza explicam todos os fenômenos particulares da vida observada.
De todos os campos da matemática, a álgebra foi melhor trabalhada pelos árabes. Em suas mãos chegou a ter um aspecto novo bem distante das origens grega, babilônica e hindu.
A obra mais importante de Omar Caiam é precisamente um tratado sobre álgebra em que explica como resolver todas as equações de segundo e terceiro graus. Ele desaconselha, no prólogo de seu tratado, a leitura a quem não conheça Os Elementos de Euclides bem como os primeiros livros das Cônicas de Apolônio. No mesmo texto, ele afirma que não se remeterá a nenhuma outra obra por julgar indispensável o estudo prévio das obras já citadas.
Omar Caiam escreveu seu tratado de álgebra por volta de 1074. O vestígio mais antigo da existência dessa obra é um fragmento de uma cópia feita depois de sua morte, guardado na Biblioteca Nacional de Paris. Felizmente outras cópias foram conservadas e estão mais completas e também é de uma data mais recente.
Nas equações algébricas de grau menor do que ou igual a três Caiam registra 19 formas possíveis de cúbicas, sendo 14 irredutíveis, e forneceu para estas construções geométricas usando seções cônicas. São elas embaixo:
- Cubo da coisa igual a número:  {\displaystyle x^{3}=c}
- Cubo da coisa mais coisa igual a número:  {\displaystyle x^{3}+bx=c}
- Cubo da coisa mais número igual a coisa:  {\displaystyle x^{3}+c=bx}
- Cubo da coisa igual a coisa mais número:  {\displaystyle x^{3}=bx+c}
- Cubo da coisa mais quadrado da coisa igual a número: {\displaystyle x^{3}+ax^{2}=c}
- Cubo da coisa mais número igual a quadrado da coisa:  {\displaystyle x^{3}+c=ax^{2}}
- Cubo da coisa igual a quadrado da coisa mais número:  {\displaystyle x^{3}=ax^{2}+c}
- Cubo da coisa mais quadrado da coisa mais coisa igual a número:  {\displaystyle x^{3}+ax^{2}+bx=c}
- Cubo da coisa mais quadrado da coisa mais número igual a coisa:  {\displaystyle x^{3}+ax^{2}+c=bx}
- Cubo da coisa mais coisa mais número igual a quadrado da coisa:  {\displaystyle x^{3}+bx+c=ax^{2}}
- Cubo da coisa igual a quadrado da coisa mais coisa mais número:  {\displaystyle x^{3}=ax^{2}+bx+c}
- Cubo da coisa mais quadrado da coisa igual a coisa mais número:  {\displaystyle x^{3}+ax^{2}=bx+c}
- Cubo da coisa mais coisa igual a quadrado da coisa mais número:  {\displaystyle x^{3}+bx=ax^{2}+c}
- Cubo da coisa mais número igual a quadrado da coisa mais coisa:  {\displaystyle x^{3}+c=ax^{2}+bx}

As justificativas são feitas a partir de argumentos geométricos. Considere Cubo da coisa igual a número cuja equação é {\displaystyle x^{3}=c}. Para justificar essa equação, usa-se a seguinte construção: Dados dois números a e b, encontrar outros dois x e y tais que {\displaystyle {\frac {a}{x}}={\frac {x}{y}}={\frac {y}{b}}}.
De fato, considere duas retas perpendiculares que se intersectam no ponto O. Sobre uma delas tomamos um ponto A, cujo segmento OA tem medida a, e sobre a outra tomamos um ponto B, cujo segmento OB tem medida b. Traçamos duas parábolas com vértice em O e cujas retas OA e OB são os eixos de simetria de cada uma delas. Os pontos de interseção das parábolas são os pontos O e P. A projeção de P sobe as retas determina os pontos X e Y. Os segmentos OX e OY tem medidas x e y, respectivamente.
Como P pertence as duas parábolas temos que {\displaystyle PY^{2}=OX^{2}=OA.OY} daí concluímos {\displaystyle {\frac {OA}{OX}}={\frac {OX}{OY}}} e {\displaystyle PX^{2}=OY^{2}=OB.OX} daí concluímos {\displaystyle {\frac {OY}{OB}}={\frac {OX}{OY}}}, das duas relações temos, {\displaystyle {\frac {OA}{OX}}={\frac {OX}{OY}}={\frac {OY}{OB}}}. Concluímos, então, que {\displaystyle {\frac {a}{x}}={\frac {x}{y}}={\frac {y}{b}}}.
Segundo a construção acima, podemos encontrar dois segmentos x e y tais que {\displaystyle {\frac {1}{x}}={\frac {x}{y}}={\frac {y}{c}}}. Da primeira igualdade {\displaystyle {\frac {1}{x}}={\frac {x}{y}}} daí concluímos {\displaystyle x^{2}=y} . Segue que {\displaystyle {\frac {x^{2}}{c}}={\frac {y}{c}}={\frac {x}{y}}={\frac {1}{x}}}. Comparando as frações dos extremos {\displaystyle {\frac {x^{2}}{c}}={\frac {1}{x}}}, concluímos {\displaystyle x^{3}=c}.